# Anonyx attenuatus
Anonyx attenuatus är en kräftdjursart som beskrevs av Edward Strieby Steele 1989. Anonyx attenuatus ingår i släktet Anonyx och familjen Uristidae. Inga underarter finns listade i Catalogue of Life.